# Efferia triton
Efferia triton este o specie de muște din genul Efferia, familia Asilidae. A fost descrisă pentru prima dată de Osten Sacken în anul 1887. Conform Catalogue of Life specia Efferia triton nu are subspecii cunoscute.